# Ledebouria ensifolia
Ledebouria ensifolia är en sparrisväxtart som först beskrevs av Christian Friedrich Frederik Ecklon, och fick sitt nu gällande namn av Stephanus Venter och T.J.Edwards. Ledebouria ensifolia ingår i släktet Ledebouria och familjen sparrisväxter. Inga underarter finns listade i Catalogue of Life.